# ماركوس أوجارت
ماركوس أوجارت (بالإسبانية: Marcos Ugarte)‏ (2 ديسمبر 1992 بمدريد في إسبانيا - ) هو لاعب كرة قدم إسباني في مركز الوسط. شارك مع منتخب الولايات المتحدة تحت 17 سنة لكرة القدم ومنتخب الولايات المتحدة تحت 18 سنة لكرة القدم. أما مع النوادي، فقد لعب مع Rochester Rhinos ‏ وFlint City Bucks ‏.

## وصلات خارجية
- ماركوس أوجارت على موقع قاعدة بيانات كرة القدم.إي يو (الإنجليزية)